# تومي توماس
تومي توماس (بالإنجليزية: Thomas Thomas)‏ هو سياسي كندي وبريطاني، ولد في 19 فبراير 1899 في كارديف في المملكة المتحدة، وتوفي في 30 يوليو 1980 في أوشاوا في كندا. حزبياً، نشط في Co-operative Commonwealth Federation ‏ والحرب الديمقراطي الجديد لأونتاريو. وقد انتخب عضو برلمان مقاطعة أونتاريو.